# Sellos de España en 2003
Los sellos de España en el año 2003 fueron puestos en circulación por la Sociedad Estatal Correos y Telégrafos de España (la impresión se realizó en la Fábrica Nacional de Moneda y Timbre). En total se emitieron 97 sellos postales (8 en hoja bloque), comprendidos en 55 series filatélicas de temáticas diversas.

## Descripción
| Fecha de emisión | Nombre de la serie y/o del sello (descripción) | Dimensiones (mm)         | Valor facial (en €) |
| ---------------- | --- | ------------------------ | ------------------- |
| 17.01            | «Túnel de Somport por carretera» 1) El túnel de Somport que conecta España con Francia en el puerto de montaña de Somport (Pirineo central) | 40,9 × 28,8              | 0,51                |
| 20.01            | «Fiestas populares – Traje típico ansotano» 1) Dos mujeres y un hombre portando los trajes típicos de la localidad de Ansó (Huesca) | 28,8 × 40,9              | 0,76                |
| 21.01            | «Día Mundial de la Lepra» 1) Motivo alusivo para el 50.º Día Mundial de la Lepra, que representa una margarita con los pétalos de varios colores y el logotipo de la fundación ANESVAD, ONG española dedicada a la promoción sanitaria y el desarrollo social                                                                                 | 28,8 × 40,9              | 0,26                |
| 14.02            | «II centenario de la muerte del Conde de Campomanes» 1) Retrato del político, economista e historiador Pedro Rodríguez de Campomanes, Conde de Campomanes | 28,8 × 40,9              | 0,26                |
| 21.02            | «Juvenia» 1) Diseño ganador de la XVIII Exposición Nacional de Filatelia Juvenil Juvenia 2003 celebrada en Benisa (Alicante); el dibujo es una vista aérea de la Iglesia de la Purísima Concepción, conocida popularmete como la Catedral de la Marina, y edificios contiguos                                                                 | 40,9 × 28,8              | 0,51                |
| 11.03            | «Centenario fallecimiento de Práxedes Mateo Sagasta» 1) Retrato del político Práxedes Mateo Sagasta, a su lado una reproducción del Congreso de los Diputados en Madrid | 40,9 × 28,8              | 0,26                |
| 17.03            | «Diarios centenarios» 1) Motivo alusivo al centenario de la fundación del periódico ABC | 40,9 × 28,8              | 2,15                |
| 20.03            | «Premios Nobel» 1) El retrato de Santiago Ramón y Cajal, Premio Nobel de Medicina y Fisiología en 1906, por su Doctrina de la neurona, al lado se ilustra una estructura nerviosa | 41,7 × 31,2              | 0,51                |
| 20.03            | 2) El retrato de Severo Ochoa, Premio Nobel de Medicina y Fisiología en 1959, por su trabajo sobre la síntesis del ARN, al lado una representación de la cadena de este ácido nucleico | 41,7 × 31,2              | 0,76                |
| 21.03            | «II centenario de la Escuela de Caminos, Canales y Puertos» (HB) 1) El Puente internacional de Tuy que enlaza Tuy (España) con Valença do Minho (Portugal). En la hoja bloque se encuentra además un retrato del ingeniero Agustín de Betancourt, fundador de la Escuela de Ingenieros de Caminos de Madrid                                   | 40,9 × 28,8 (105 × 78)   | 0,26                |
| 21.03            | 2) La Presa del Estrecho de Puentes en el municipio de Lorca (Región de Murcia) | 40,9 × 28,8 (105 × 78)   | 0,51                |
| 21.03            | 3) El puerto de El Musel en la ciudad de Gijón | 40,9 × 28,8 (105 × 78)   | 0,76                |
| 26.03            | Motivo alusivo al centenario de la fundación del periódico La Verdad de Murcia | 40,9 × 28,8              | 0,26                |
| 28.03            | «Paisajes» Fragmentos de obras del pintor granadino Chico Montilla 1) La hoz de Priego | 35,0 × 24,5              | 0,26                |
| 28.03            | 2) Campos de oro | 35,0 × 24,5              | 0,26                |
| 28.03            | 3) Campos de Armilla | 35,0 × 24,5              | 0,26                |
| 28.03            | 4) Nenúfar | 35,0 × 24,5              | 0,26                |
| 28.03            | 5) Desfiladero de los tornos | 35,0 × 24,5              | 0,26                |
| 28.03            | 6) ¿De qué color es el viento? | 35,0 × 24,5              | 0,26                |
| 28.03            | 7) Campos de Pastrana | 35,0 × 24,5              | 0,26                |
| 28.03            | 8) Flores tempranas | 35,0 × 24,5              | 0,26                |
| 31.03            | «Personajes» 1) Un retrato del escritor oscense Ramón José Sender, Premio Nacional de Literatura en 1935; junto a él la portada de su primera novela Imán | 40,9 × 28,8              | 2,15                |
| 03.04            | «Homenaje a la escuela rural» 1) Ilustración de una escuela rural | 40,9 × 28,8              | 0,26                |
| 07.04            | «Exfilna 2003– Granada» (HB) 1) Capitel del Patio de los Leones, de la Alhambra con motivo de la XLI Exposición Filatélica Nacional (Exfilna), celebrada en Granada La hoja bloque reproduce un techo ricamente decorado de la Alhambra | 40,9 × 28,8 (78 × 105 )  | 2,15                |
| 11.04            | «Día del Sello» 1) El emblema de la Academia Hispánica de Filatelia en ocasión de su 25.º aniversario | 40,9 × 28,8              | 1,85                |
| 11.04            | «Avilés villa milenaria» 1) Detalle de las ventanas del Palacio de Valdecarzana en la ciudad de Avilés, en ocasión de sus 2000 años de historia | 40,9 × 28,8              | 0,51                |
| 24.04            | «Europa 2003» 1) Serie anual a cargo de PostEurop, ese año bajo el tema El cartel; en el sello se reproduce el cartel El juguete de hojalata del artista granadino J. Carrero | 40,9 × 28,8              | 0,76                |
| 25.04            | «Centenario Club Atlético de Madrid S. A. D.» 1) Motivo alusivo al centenario del Atlético de Madrid en los colores del club: rojo y blanco | 28,8 × 40,9              | 0,26                |
| 05.05            | «Teatro romano de Zaragoza» 1) El Teatro romano de Zaragoza visto desde arriba | 40,9 × 28,8              | 1,85                |
| 08.05            | «Año Europeo de las Personas con Discapacidad» 1) Sello diseñado en braille que reproduce, sobre el mapa de Europa, a discapacitados y el logotipo adoptado por la Unión Europea | 40,9 × 28,8              | 0,76                |
| 17.05            | «Castillos» 1) El Castillo de San Felipe (Ferrol) en Ferrol (La Coruña) | 40,9 × 28,8              | 0,26                |
| 17.05            | 2) El Castillo de Cuéllar en Cuéllar (Segovia) | 40,9 × 28,8              | 0,51                |
| 17.05            | 3) El Castillo de Montilla en Montilla (Córdoba), demolido en 1508. Sello con motivo de los 200 años de las batallas de Ceriñola y del Garellano a cargo de Gonzalo Fernández de Córdoba, el Gran Capitán, uno de los últimos residentes del castillo                                                                                         | 40,9 × 28,8              | 0,76                |
| 23.05            | «Deportes» 1) Pliego conmemorativo del X Campeonato Mundial de Natación en Barcelona, celebrado del 12 al 27 de julio. Cartel oficial con una ilustración alusiva a la natación estilo braza | 115,2 × 105,8            | 0,26                |
| 23.05            | 2) Saltos | 115,2 × 105,8            | 0,51                |
| 23.05            | 3) Natación sincronizada | 115,2 × 105,8            | 0,76                |
| 23.05            | 4) Natación en aguas abiertas | 115,2 × 105,8            | 1,85                |
| 23.05            | 5) Waterpolo | 115,2 × 105,8            | 2,15                |
| 02.06            | «Personajes» 1) Un retrato del escritor Max Aub en ocasión del centenario de su nacimiento | 28,8 × 40,9              | 0,76                |
| 04.06            | «Centenario Centre d'Esports Sabadell F.C.» 1) Ilustración alusiva con el escudo del club catalán Centre d'Esports Sabadell, en ocasión del centenario de su fundación | 28,8 × 40,9              | 0,76                |
| 09.06            | «II centenario nacimiento Juan Bravo Murillo» 1) Un retrato circular de época del político y jurista Juan Bravo Murillo | 28,8 × 40,9              | 0,51                |
| 16.06            | «Diarios centenarios» 1) Dibujo alusivo al 135.º aniversario de la fundación del periódico Diario de Cádiz, que muestra un vendedor de periódicos en traje de época | 28,8 × 40,9              | 0,26                |
| 27.06            | «Cien años de RACE» (HB) Sellos en ocasión del centenario de la fundación del Real Automóvil Club de España (RACE), que muestran cuatro automóviles antiguos de fabricación española 1) El coche Dodge Dart | 40,9 × 28,8 (105 × 79,2) | 0,26                |
| 27.06            | 2) Un Seat 600 | 40,9 × 28,8 (105 × 79,2) | 0,51                |
| 27.06            | 3) Un Hispano-Suiza 20/30 CV | 40,9 × 28,8 (105 × 79,2) | 0,76                |
| 27.06            | 4) Un Pegaso Z-102 | 40,9 × 28,8 (105 × 79,2) | 1,85                |
| 01.07            | «150º aniversario primera emisión de sellos en Chile» 1) Reproducción del primer sello chileno emitido en 1853 por la Administración General de Correos, que representa la efigie de Colón en fobdo rojo, con el valor postal de 5 centavos                                                                                                   | 28,8 × 40,9              | 0,76                |
| 04.07            | «Diarios centenarios» 1) Motivo alusivo al centenario de la fundación del periódico El Diario Montañés de Santander | 28,8 × 40,9              | 0,26                |
| 09.07            | «Paradores de turismo» 1) El Parador de Jaén en el Castillo de Santa Catalina cerca de la ciudad de Jaén | 40,9 × 28,8              | 0,76                |
| 11.07            | «Diarios centenarios» 1) Motivo alusivo al centenario de la fundación del periódico Diario de Navarra | 40,9 × 28,8              | 0,26                |
| 22.07            | «800 aniversari Seu Vella de Lleida» 1) La puerta de los Infantes de la Catedral Vieja, la Seu Vella, de Lérida | 40,9 × 28,8              | 1,85                |
| 24.07            | «Diarios centenarios» 1) Dibujo alusivo al 120.º aniversario de la fundación del periódico El Adelanto de Salamanca | 28,8 × 40,9              | 0,26                |
| 28.07            | «La mujer y las flores» 1) Fragmentos de obras del pintor Alfredo Roldán de la serie "La mujer y las flores" 1) | 24,5 × 35,0              | A                   |
| 28.07            | 2) | 24,5 × 35,0              | A                   |
| 28.07            | 3) | 24,5 × 35,0              | A                   |
| 28.07            | 4) | 24,5 × 35,0              | A                   |
| 28.07            | 5) | 24,5 × 35,0              | A                   |
| 28.07            | 6) | 24,5 × 35,0              | A                   |
| 28.07            | 7) | 24,5 × 35,0              | A                   |
| 28.07            | 8) | 24,5 × 35,0              | A                   |
| 01.08            | «Diarios centenarios» 1) Motivo alusivo al 125.º aniversario de la fundación del periódico El Correo Gallego que reproduce una nave de la Catedral de Santiago de Compostela | 40,9 × 28,8              | 0,26                |
| 02.09            | «Diarios centenarios» 1) Ilustración alusiva al 125.º aniversario de la fundación del periódico El Comercio de Gijón | 40,9 × 28,8              | 0,26                |
| 04.09            | «Año Santo» 1) La venerada Cruz de Caravaca en el Año Santo de la Santísima y Vera Cruz de Caravaca | 28,8 × 40,9              | 0,76                |
| 09.09            | «Deportes» 1) Sello dedicado al Campeonato Mundial de Vela de 2003 en Cádiz del 11 al 24 de septiembre. La ilustración muestra un mapa de la bahía de Cádiz con los tres puertos sedes de las regatas: el puerto de Rota, el Sherry y el de Elcano; así como media docena de veleros deportivos, el logotipo del evento y la estatua de Gades | 40,9 × 28,8              | 0,76                |
| 22.09            | «Vinos con denominación de origen» 1) La D.O. Montilla-Moriles de Andalucía; el sello muestra una ilustración alegórica al vino y su logotipo distintivo | 28,8 × 40,9              | 0,51                |
| 22.09            | 2) La D.O. Valdepeñas de las provincias de Albacete y Ciudad Real; en el sello se reproducen dos racimos de uvas, una copa con vino blanco y su logotipo distintivo | 28,8 × 40,9              | 0,76                |
| 22.09            | 3) La D.O. Bierzo de la provincia de León; en el sello se reproducen dos botellas de vino del Bierzo y el logotipo distintivo | 28,8 × 40,9              | 1,85                |
| 24.09            | «Bicentenario fundación de la Academia de Ingenieros del Ejército» 1) La Academia de Ingenieros del Ejército en Alcalá de Henares (Comunidad de Madrid) y su escudo | 40,9 × 28,8              | 0,51                |
| 26.09            | «Vidrieras» (HB) 1) Sello que reproduce una escena con un pontífice y un rey de una de las vidrieras de la Catedral de León en ocasión de su séptimo centenario En la hoja bloque una panorámica de la Catedral y de fondo un detalle de una bóveda                                                                                           | 40,9 × 28,8 (105 × 78)   | 0,76                |
| 01.10            | «Centenario Real Sociedad Geográfica» (HB) 1) Fragmento de un mapa del Islario General del Mundo, de Alonso de Santa Cruz, de la colección de la Real Sociedad Geográfica y el emblema institucional de ésta En la hoja bloque se ve la carta completa                                                                                        | 40,9 × 28,8 (105 × 78)   | 1,85                |
| 03.10            | «Árboles» 1) El ficus de hoja de magnolia (Ficus macrophylla) | 28,8 × 40,9              | 0,26                |
| 03.10            | 2) El roble (Quercus robur) | 28,8 × 40,9              | 0,51                |
| 06.10            | «75º aniversario Escuela Técnica Superior de Ingenieros Aeronáuticos» 1) Vista aérea de la Escuela Técnica Superior de Ingenieros Aeronáuticos y su escudo | 40,9 × 28,8              | 0,51                |
| 14.10            | «UPAEP 2003» 1) Una reproducción de la locomotora de vapor Long Boiler llamada La Madrileña, que fue la primera que realizó el trayecto entre Madrid y Aranjuez, es el diseño elegido por España para la emisión conjunta de la UPAEP de ese año bajo el tema "Transporte ferroviario"                                                        | 40,9 × 28,8              | 0,76                |
| 17.10            | «Luis Seoane» 1) El cuadro El viejo y el pájaro del pintor gallego Luis Seoane, | 28,8 × 40,9              | 1,85                |
| 30.10            | «Vinos con denominación de origen» 1) La D.O. Penedés de Cataluña; el sello muestra una ilustración alegórica al vino y su logotipo distintivo | 28,8 × 40,9              | 0,26                |
| 03.11            | «Diarios centenarios» 1) Motivo alusivo al centenario de la fundación del periódico La Voz de Galicia | 40,9 × 28,8              | 0,26                |
| 03.11            | 2) Motivo alusivo del 120.º aniversario de la fundación del periódico El Correo de Andalucía | 40,9 × 28,8              | 0,26                |
| 03.11            | 3) En ocasión del 150.º aniversario de la fundación del periódico Faro de Vigo, el sello muestra el ejemplar conmemorativo del 3 de noviembre de 2003 | 40,9 × 28,8              | 0,26                |
| 10.11            | «Camilo José Cela» 1) Retrato del escrito Camilo José Cela, Premio Nobel de Literatura en 1989 | 28,8 × 40,9              | 0,26                |
| 10.11            | «Navidad 2003» 1) Dibujo alusivo a la Cabalgata de Reyes Magos de Alcoy | 28,8 × 40,9              | 0,26                |
| 10.11            | 2) La pintura Navidad de la artista madrileña Raquel Fariñas | 28,8 × 40,9              | 0,51                |
| 14.11            | «Exposición Mundial de Filatelia - España 2004» (HB) 1) Logotipo de la Exposición Mundial de Filatelia España 2004 celebrada en Valencia entre el 22 y el 30 de mayo de 2004. La hoja bloque muestra el cartel oficial | 40,9 × 28,8 (78 × 105)   | 0,76                |
| 14.11            | 2) El sello reproduce el pabellón L'Hemisfèric de la Ciudad de las Artes y las Ciencias, sede del evento | 40,9 × 28,8 (78 × 105)   | 1,85                |
| 17.11            | «Naturaleza» 1) Una panorámica de los Órganos de Montoro, relieves naturales de crestas puntiagudas, situados en el Maestrazgo (Teruel) | 40,9 × 28,8              | 0,51                |
| 24.11            | «Plan magna» (HB) 1) Motivo representativo del Mapa Geológico Nacional elaborado por el Instituto Geológico y Minero de España (IGME) como parte del llamado "Plan Magna" | 40,9 × 28,8 (105 × 78)   | 0,26                |
| 05.12            | «XXV aniversario de la Constitución Española» (HB) Diez hojas bloque con motivos alusivos a los diez títulos de la Constitución Española de 1978 1) «De los derechos y deberes fundamentales»: pintura de Miguel Torner | 40,9 × 28,8 (78 × 105)   | 0,26                |
| 05.12            | 2) «De la Corona»: en el sello un retrato del rey Juan Carlos I y en la hoja bloque una vista panorámica del Palacio Real | 40,9 × 28,8 (78 × 105)   | 0,26                |
| 05.12            | 3) «De las Cortes Generales»: pintura de J. Carrero | 28,8 × 40,9 (78 × 105)   | 0,26                |
| 05.12            | 4) «Del Gobierno y de la Administración»: pintura firmada por el artista Fesanpe | 40,9 × 28,8 (78 × 105)   | 0,26                |
| 05.12            | 5) «De las relaciones entre el Gobierno y las Cortes Generales»: pintura de Goyo Domínguez | 28,8 × 40,9 (78 × 105)   | 0,26                |
| 05.12            | 6) «Del poder judicial»: pintura de Juan Bautista Nieto | 28,8 × 40,9 (78 × 105)   | 0,26                |
| 05.12            | 7) «Economía y Hacienda»: pintura de Rafael Seco | 40,9 × 28,8 (78 × 105)   | 0,26                |
| 05.12            | 8) «De la organización territorial del Estado»: pintura de Araceli Alarcón | 40,9 × 28,8 (78 × 105)   | 0,26                |
| 05.12            | 9) «Del Tribunal Constitucional»: pintura de J. Carrero | 40,9 × 28,8 (78 × 105)   | 0,26                |
| 05.12            | 10) «De la reforma constitucional»: pintura firmada por el artista Galicia | 40,9 × 28,8 (78 × 105)   | 0,26                |
| 17.12            | «Centenario de la aviación» 1) La antigua torre de mando del aeródromo de Cuatro Vientos y el avión biplano construido por el ingeniero Gaspar Brunet en 1909 | 40,9 × 28,8              | 0,76                |